# 오타 류노스케
오타 류노스케(일본어: 太田 龍之介, 2002년 4월 1일~)는 일본의 축구 선수이다.

## 구단 경력
그는 2024년 J2리그의 파지아노 오카야마에 입단했다. 2024년 J2리그 5위를 기록하여 J1리그로 승격했다.